# 風の旋律 (坂本千夏の曲)
「風の旋律」（かぜのうた）は、坂本千夏の2枚目のシングル。1995年9月21日にアポロンから発売された。

## 解説
表題曲「風の旋律」は、テレビアニメ『ふしぎ遊戯』第33話で柳宿役を演じる坂本千夏が歌ったエンディングテーマとなっている。

## 曲目
（全作詞：柚木美祐、作曲：家原正嗣、編曲：戸塚修
1. 風の旋律 [4:15]
  - テレビアニメ『ふしぎ遊戯』エンディングテーマ
2. 乙女爛漫 [4:38]
3. 風の旋律 (オリジナル･カラオケ)
4. 乙女爛漫 (オリジナル･カラオケ)

| スタブアイコン | サブスタブ | この項目は、まだ閲覧者の調べものの参照としては役立たない、シングルに関連した書きかけの項目です。この項目を加筆・訂正などしてくださる協力者を求めています（P:音楽/PJ:楽曲）。 |